# Josep Maria Oleart i Pastor
Josep Maria Oleart i Pastor   (Badalona, 11 de febrer de 1946) és un ex-entrenador i jugador de bàsquet català.
Josep Maria és un genuí producte del planter de Badalona. S'inicia en el món del bàsquet amb 8 anys al Círcol Catòlic, estant 10 anys en aquest equip badaloní fins que fitxa pel Joventut de Badalona, sent la seva primera temporada triomfal a la Penya, ja que l'equip s'alça amb la Lliga, una lliga que la va propiciar un jugador de l'Estudiantes, Emilio Segura, en l'últim segon d'un partit contra el Reial Madrid. També guanyaria una Copa del Generalíssim en l'any 1966, i 6 subcampionats. Després de 8 anys al club verd-i-negre tornà al seu club d'origen, el Círcol Catòlic, on hi va jugar 5 anys més. L'últim equip per al que va jugar va ser el Club Bàsquet Mollet, retirant-se de la pràctica activa del bàsquet en l'any 1978.
En la seva etapa d'entrenador al principi treballaria en les categories inferiors el Círcol Catòlic, on seria entrenador ajudant de Manel Comas. També va entrenar altres equips com el del Club Bàsquet Mollet, el CB Múrcia en diverses etapes, el FC Barcelona o el CB Granollers, entre d'altres.